# 王則倫
王則倫，YouTube名稱小胖Fattie，台灣Youtuber。2020年獲選雲林縣政府的雲林青少年閱讀大使。2021年和賴銘偉合作，負責新歌《萬年香火》MV導演。

## 執導作品

#### 音樂錄影帶
註：年份以MV首度播出或公開之時間為準。
| 年份   | 歌曲名稱             | 演唱者 | 附註 |
| ------ | -------------------- | ------ | ---- |
| 2021年 | 萬年香火 YouTube上的 | 賴銘偉 |      |

## 獎項

### 2020年
| 日期     | 地區 | 頒獎機構   | 獎項                                              |
| 10月15日 | 台灣 | 雲林縣政府 | 2020雲林青少年閱讀大使： - 《雲林青少年閱讀大使》 |